# 平時兼
平 時兼（たいら の ときかね）は、平安時代後期から鎌倉時代前期にかけての貴族、公卿。少納言平信国の子で、権大納言平時忠の養子となった。

## 生涯
治承4年（1180年）叙爵。同年、養父時忠が知行国主となった伊豆国の国司伊豆守となった。時兼の目代として国衙にあった山木兼隆は同年8月の源頼朝挙兵の際に討たれている。平氏政権衰亡後は近衛家に仕え、承元4年（1210年）従五位上に進む。承久の乱後の承久3年（1221年）に日向守となり、嘉禄元年（1225年）勘解由次官を兼ねるが、翌嘉禄2年（1226年）病と称して籠居し日向守を子の兼親に譲る。安貞元年（1228年）左少弁となり、同年には従四位に進む。貞永2年（1233年）従三位に昇進して公卿に列するものの、怨恨があり出仕は拒否している。暦仁2年（1239年）には右京大夫となる。仁治3年（1243年）吉田為経・姉小路顕朝とともに四条天皇の葬礼奉行を務める。同年から一時三河権守を兼ねた。建長元年（1249年）出家、死去した。

## 官歴
官暦は『公卿補任』による。
- 治承2年（1178年）8月29日：縫殿権助、12月15日：春宮権少進
- 治承4年（1180年）4月21日：従五位下、6月29日：伊豆守
- 承元4年（1210年）1月：従五位上
- 建暦元年（1211年）10月29日：正五位下
- 建保4年（1216年）3月20日：兵部権少輔
- 承久3年（1221年）8月29日：兼日向守
- 嘉禄元年（1225年）4月26日：兼勘解由次官、8月19日：蔵人
- 安貞元年（1228年）10月4日：左少弁、12月17日：従四位下
- 安貞2年（1229年）3月30日：従四位上
- 寛喜2年（1230年）3月20日：権右中弁
- 貞永元年（1232年）4月29日：右中弁、10月20日：修理右宮城使
- 貞永2年（1233年）1月6日：正四位下、1月28日：従三位
- 暦仁2年（1239年）1月24日：右京大夫
- 仁治3年（1242年）3月7日：兼三河権守

## 系譜
- 父：平信国
- 母：不詳
- 養父：平時忠（1130?-1189）
- 妻：不詳
  - 男子：平兼親
  - 女子：葉室光俊室